# Le Mura 1
Le Mura 1 è uno scheletro fossilizzato di un bambino dei Primi esseri umani moderni europei (EEMH, da European early modern humans in inglese) ritrovato nella grotta Le Mura a Monopoli, in Puglia. 

## Scoperata
Lo scheletro è stato ritrovato nel 1998, e completamente scavato in due campagne di scavo consecutive, per conservarne lo stato; prima il teschio e quindi il resto dello scheletro, appartenuto ad un bambino di circa un anno e mezzo di vita.

## Descrizione
Il corpo, era stato deposto supino, con le braccia lungo i fianchi, e il corpo e i piedi coperti da due grandi massi posti perpendicolarmente tra di loro. La sepoltura non era accompagnata da alcun corredo funerario. Le analisi istologiche condotte sui denti hanno permesso di determinare che il bambino era malato, proabilmente affetto da cardiomiopatia ipertrofica, che causa morte improvvisa nei bambini. Il fossile è stato datato a 17 000 anni dal presente.